# Oskar Grippenberg

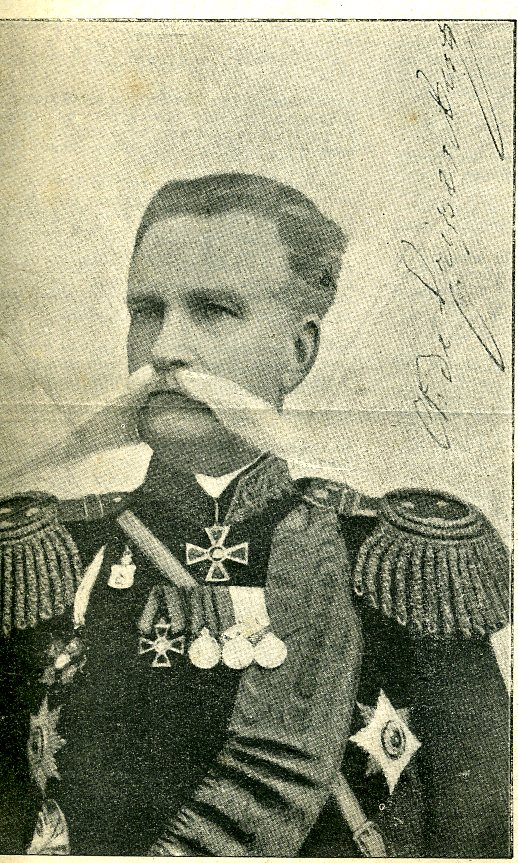
Oskar Grippenberg

Oskar-Ferdinand Kasimirovitsj Grippenberg (Zweeds: Oskar Ferdinand Casimir Gripenberg, Russisch: Оскар Казимирович Гриппенберг) (Ikaalinen, 13 januari 1838 – Sint-Petersburg, 7 januari 1916) was een Russisch generaal tijdens de Russisch-Japanse Oorlog.

## Familie
Oskar-Ferdinand Grippenberg werd geboren als zoon van Uddo Sten Casimir Gripenberg en Maria Wilhelmina Elisabeth Ladau, Zweedssprekende Finnen.
Oskar-Ferdinand Grippenberg huwde met Hedvig Ida Angelique Lundh in 1874 en ze kregen vier kinderen.

## Beginjaren
Grippenberg begon in 1854 als cadet bij het Russisch Krimleger. Hij vocht in de Krimoorlog tegen de Britten en de Fransen. Op 2 november 1855 kreeg hij een onderscheiding voor moed. Hij sloeg de Januariopstand van Polen mee neer in 1863-1864 en werd bevorderd tot luitenant. Hij werd naar Turkestan gestuurd waar hij een bataljon infanterie van Orenburg leidde en werd bevorderd tot majoor in 1866. Hij vocht in de Generaal-gouvernement Turkestan oorlog, veroverde het emiraat Buchara en bestormde het fort van Istaravsjan. Daarvoor ontving hij de Orde van Sint-Anna en de Orde van Sint-George en werd bevorderd tot luitenant-kolonel.
Grippenberg kreeg de Orde van Sint-Stanislaus voor moed in 1869. Hij kreeg het bevel over het 17e infanteriebataljon in 1872 en werd bevorderd tot kolonel. In 1877 kreeg jij het bevel over het 2e infanteriebataljon van de elite Russische Keizerlijke Garde. Hij vocht in de Russisch-Turkse Oorlog (1877-1878) en kreeg de Orde van Sint-Vladimir en promotie tot generaal-majoor op 22 februari 1878.
In 1890 kreeg hij het bevel over de eerste divisie en werd bevorderd tot luitenant-generaal. Hij verloor die rang in 1898 na zijn kritiek op het hardhandige optreden van Rusland in Finland. In 1900 werd hij opnieuw generaal van de infanterie.

## Russisch Japanse Oorlog
Grippenberg kreeg het bevel over het Russisch 2e Mantsjoerije Leger in de Russisch-Japanse Oorlog. Hij kwam te Mukden aan op 28 november 1904. Grippenberg was het oneens met de uitputtingsoorlog die opperbevelhebber generaal Aleksej Koeropatkin wilde voeren. Die hoopte om het Japans Keizerlijk Leger diep in Mantsjoerije te lokken, waar ze moeite zouden hebben met lange aanvoerlijnen. Hij wilde ook de oorlog rekken tot de Transsiberische spoorlijn zou klaar zijn om versterkingen en voorraden aan te voeren. Te Mukden, zei Grippenberg herhaaldelijk dat iedereen die terugtrok  doodgeschoten zou worden. Bij de Slag bij Sandepu in januari 1905 vond Grippenberg een zwakte in de Japanse linies en lanceerde hij een verrassingsaanval die paniek zaaide in de Japanse linkerflank. Koeropatkin weigerde troepen te sturen om de aanval te steunen en de Russen verloren de slag.

## Terug naar Sint-Petersburg
Grippenberg vroeg de dag na de slag, op 29 januari 1905 ontslag. Tsaar Nicolaas II van Rusland stond Grippenberg toe om terug te keren naar Sint-Petersburg. Grippenberg gaf Koeropatkin de schuld van de Russische verliezen.
Tsaar Nikolaas benoemde Grippenberg op 30 april 1905 tot inspecteur-generaal van de Infanterie en op 28 juni 1905 tot lid van de Staatsraad van het Russische Rijk. Hij nam op 23 maart 1906 ontslag om gezondheidsredenen.